# Tsuga Teishō

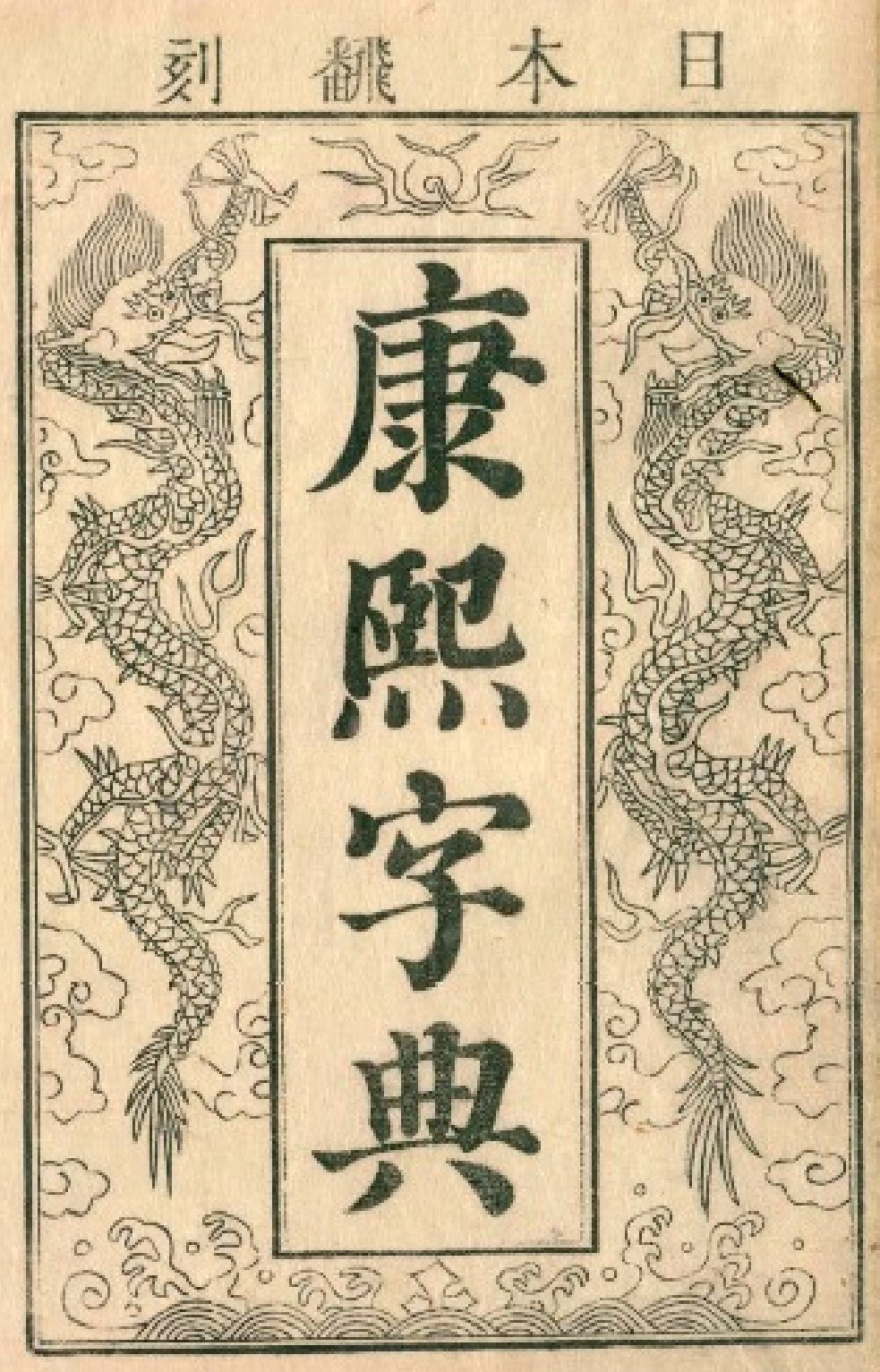
Teitelseite „Kangxi Zidian“

Tsuga Teishō (jap. 都賀 庭鐘; * 1718 in Osaka; † 1794) war ein japanischer Schriftsteller und Mediziner.

## Leben und Wirken
Tsuga wuchs in Osaka auf und kehrte nach einem Medizinstudium in Kyōto in seine Heimatstadt zurück, wo er als Arzt wirkte. Er trat als Autor von Yomihon (Lesebücher) hervor, einem Genre, das der Unterhaltungsliteratur zuzuordnen ist. Viele seiner Werke basieren auf Vorlagen chinesischer Geschichten, die er den Gegebenheiten in Japan anpasste. 
Neben anderen Werken erschienen die Yomihon Tsugas zu seinen Lebzeiten in drei Sammlungen: „Kokon Kidan Hanabusa Zōshi“ (古今奇談英草紙) 1749, „Kokon Kidan Shige Yawa“ (古今奇談繁野話) 1766 und Kokon Kidan Hitsujigusa (古今奇談莠句冊) 1786. Weiter publizierte er eine japanische Ausgabe des chinesischen Lexikons „Kangxi Zidian“.
Tsuga fand Nachfolger in Autoren wie Ueda Akinari, Takebe Ayatar and Okajima Kanzan. 